# Présentation fœtale
Pour les articles homonymes, voir Présentation.
 (novembre 2023).
La présentation fœtale est la partie du fœtus qui se présente au niveau du détroit supérieur au cours de l'accouchement. On distingue :

## Présentation céphalique
- Présentation du sommet
- Présentation de la face
- Présentations du front et du bregma

## Présentation podalique
- Présentation podalique complète
- Présentation podalique décomplétée

## Présentation transverse
- Présentation transverse
- Présentation de l'épaule